# Роберт Паверик
Роберт Паверик (Боргерхаут, 19. новембар 1912 — Белгија, 25. мај 1994) био је белгијски фудбалер који је играо као одбрамбени играч.
Паверик је играо на клупском нивоу за Ројал Антверпен и Бершот.
За репрезентацију Белгије је наступио 41 пут у периоду од 1935. до 1946. године. Паверик је учествовао на Светском првенству 1938. године.

## Трофеји
Антверпен
- Прва лига Белгије: 1930/31, 1943/44